# П'єр Марі Огюст Бруссоне
П'єр Марі Огюст Бруссоне (фр. Pierre Marie Auguste Broussonet, 28 лютого 1761 — 17 січня 1807) — французький біолог, ботанік, професор ботаніки, натураліст.

## Біографія
П'єр Марі Огюст Бруссоне народився в Монпельє 28 лютого 1761 року.
Під час відвідування Англії він став у 1780 році почесним членом Лондонського королівського товариства.
У 1782 році Бруссоне опублікував у Лондоні першу частину своєї роботи Ichthyologiae Decas I.
Після прибуття в Париж П'єр Марі Огюст Бруссоне був призначений довічним секретарем Товариства сільського господарства, а в 1789 році став членом Національних зборів.
У 1805 році Бруссоне був призначений професором ботаніки в Монпельє.
П'єр Марі Огюст Бруссоне помер у Монпельє 17 січня 1807 року.

## Наукова діяльність
П'єр Марі Огюст Бруссоне спеціалізувався на насіннєвих рослинах.

## Публікації
- Ichthyologia sistens piscium descriptiones et icones, Londini: P. Elmsly; Parisiis: P. F. Didot; Viennae: R. Graeffer, 1782[11].
- Instruction [ou Mémoire] sur la culture des turneps ou gros navets, sur la manière de les conserver et sur les moyens de les rendre propres à la nourriture des bestiaux, Paris: Impr. royale, 1785, in-8°, 23 p.
- «Essai de comparaison entre les mouvements des animaux et ceux des plantes, et description d’une espèce de sainfoin, dont les feuilles sont dans un mouvement continuel», Mémoires de l’Académie des sciences (Paris: Impr. royale), 1785, in-4°, p. 609—621.
- Année rurale, ou Calendrier à l'usage des cultivateurs, Paris, 1787—1788, 2 vol. in-12.
- Memoir on the regeneration of certain parts of the bodies of fishes, London: Printed for the proprietors and sold by C. Forster, 1789[12].
- Réflexions sur les avantages qui résulteroient de la réunion de la Société royale d’Agriculture, de l’École vétérinaire, et de trois chaires du Collège royal, au Jardin du roi, Paris: Impr. du Journal gratuit, 1790, in-8°, 42 p. (il y adopte le plan de Philippe-Etienne Lafosse pour l’École vétérinaire)
- Elenchus plantarum horti botanici Monspeliensis, Monspelii: Augusti Ricard, 1805[13].

## Вшанування
Рід рослин Broussonetia було названо на його честь.